# Верса
Хосе Антоніо Гарсія Рабаско (ісп. José Antonio García Rabasco, нар. 29 вересня 1986, Оріуела), відомий як Верса (ісп. Verza) — іспанський футболіст, півзахисник.
Виступав за юнацькі збірні Іспанії.

## Клубна кар'єра
Народився 29 вересня 1986 року в місті Оріуела. Вихованець футбольної школи клубу «Вільярреал».
У дорослому футболі дебютував 2002 року виступами за команду «Вільярреал Б», а з наступного року почав залучатися до матчів головної команди клубу. Пробитися до її основного складу не зумів, 2005 року був спочатку відданий в оренду до друголігового «Рекреатіво» (Уельва), а згодом перейшов до «Кордови» із Сегунди Б.
У 2007–2008 роках грав на тому ж рівні за «Оріуелу», після чого протягом трьох сезонів змагався за «Альбасете», у складі якого провів 100 матчів у другому дивізіоні Іспанії.
Влітку 2011 року приєднався до друголігової ж «Альмерії». За два роки допоміг команді здобути право виступів у Ла-Лізі і протягом 2013—2015 був основним гравцем середини поля команди на рівні найвищого іспанського дивізіону. Після цього перебрався до іншого представника елітного дивізіону, «Леванте».
Згодом у 2017–2018 роках знову грав за «Альмерію», цього разу на правах оренди і на рівні Сегунди, після чого захищав кольори «Райо Махадаонда» та «Картахени», а 2021 року приєднався до лав клубу «Реал Мурсія».

## Виступи за збірні
2002 року дебютував у складі юнацької збірної Іспанії (U-17), загалом на юнацькому рівні взяв участь у 2 іграх.